# 仓田重夫
仓田重夫（Shigeo Kurata）为日本植物学家和猪笼草属分类学家，他在20世纪60年代至70年代的工作对猪笼草研究的复兴作出了巨大的贡献。其最广为人知的是他在1976年所著的《基纳巴卢山的猪笼草》（Nepenthes of Mount Kinabalu）。仓田猪笼草（N. kurata）即是以他的名字命名。
仓田重夫描述了很多猪笼草属的新物种，包括风铃猪笼草（N. campanulata）、艾玛猪笼草（N. eymae）、棉兰老岛猪笼草（N. mindanaoensis）、盾叶猪笼草（N. peltata）、菱茎猪笼草（N. rhombicaulis）和萨兰加尼猪笼草（N. saranganiensis）。他还描述了梨形猪笼草（N. pyriformis），后来被查尔斯·克拉克确定为自然杂交种。其他由仓田重夫命名的自然杂交种包括红脉猪笼草（N. × ferrugineomarginata）、基纳巴卢山猪笼草（N. × kinabaluensis）和古晋猪笼草（N. × kuchingensis）。